# 池田繁治
池田 繁治（いけだ しげじ、1885年（明治18年）1月15日 - 1956年（昭和31年）8月15日）は、日本の内務官僚。弁護士。

## 経歴
新潟県出身。1912年（明治45年）、東京帝国大学法科大学を卒業し、高等文官試験に合格。山形県西村山郡長、同牡鹿郡長、同理事官、群馬県理事官、愛知県理事官、同事務官、北海道庁書記官・学務部長、高知県警察部長、和歌山県警察部長、福島県内務部長、長野県学務部長を歴任した。
退官後は台北女子高等学院院長、姫路市助役を経て、弁護士を開業した。